# Mops mops
Tadarida mops — вид кажанів родини молосових.

## Середовище проживання
Поширення: Бруней-Даруссалам, Індонезія (Суматра), Малайзія (півострівна Малайзія, Сабах, Саравак); Таїланд. Цей вид часто зустрічається поблизу річок, але не повністю залежить від них. Основним середовищем існування для цього кажана є ліс.

## Стиль життя
Сідала лаштує в дуплах дерев. Літає високо в / вище крон дерев і над річками.